# 아라노 다쿠마
아라노 다쿠마(일본어: 荒野 拓馬, 1993년 4월 20일 ~ )는 일본의 축구 선수이다. 현재 J1리그의 홋카이도 콘사돌레 삿포로에서 뛰고 있다.

## 구단 경력
그는 2010년부터 J리그의 홋카이도 콘사돌레 삿포로에서 뛰었다.

## 국가대표팀 경력
그는 2013년 AFC U-22 축구 선수권 대회에 참가할 일본 국가대표팀에 발탁되었다. 2014년 아시안 게임에도 출전했다.